# Містер Фантастик
Містер Фантастик (англ. Mister Fantastic), справжнє ім'я Рід Річардс (англ. Reed Richards) — вигаданий персонаж, супергерой, що з'являється в коміксах американського видавництва Marvel Comics. Персонаж є одним із засновників і лідером Фантастичної четвірки. Річардс досконало володіє машинобудуванням, аерокосмічною та електротехнікою, хімією, фізикою, а також біологією людини та інопланетян. Видання BusinessWeek включило Містера Фантастика до десятки найрозумніших вигаданих персонажів американських коміксів. Він є винахідником космічного корабля, який під час свого першого польоту зазнав впливу космічної радіації, що надало Фантастичній четвірці їхніх здібностей. Річардс отримав здатність розтягувати своє тіло у будь-яку форму за власним бажанням.

## Історія публікації
Створений письменником Стеном Лі та художником і співавтором сценарію Джеком Кірбі, персонаж вперше з'явився в коміксі «Fantastic Four» #1 (листопад 1961). Він був одним з чотирьох головних персонажів у цій книзі. Лі заявив, що розтяжна сила була натхненна Пластиковою людиною з DC Comics, яка не мала еквівалента в Marvel Comics.
Рід Річардс продовжував регулярно з'являтися в коміксі «Fantastic Four» протягом більшої частини його публікації.

## Вигадана біографія

### Раннє життя
Геніальний Рід Річардс вражав своїх батьків винаходами, які зробили їх багатими, але втратив матір у дуже ранньому віці. У чотирнадцять років він почав збирати докторські ступені в декількох коледжах і мріяв спроєктувати й побудувати зореліт, проєкт, в реалізації якого йому обіцяв допомогти пілот Бен Ґрімм. Під час навчання у Державному університеті Річардс заслужив вічний гнів однокурсника Віктора фон Дума та любов племінниці своєї господині Сью Шторм, а після закінчення університету працював на американських військових за кордоном, що дало йому ідеальну можливість побачити свою мрію здійсненою.

### Заснування команди
Коли уряд припинив фінансування зорельота Річардса, невгамовний геній зібрав Ґрімма, Сью Шторм та її брата Джонні для нелегального випробувального польоту корабля. На жаль, він не спромігся створити належний захист для відбиття космічних променів під час перебування в космічному просторі та четверо опинилися під дією унікального випромінювання. Корабель здійснив аварійну посадку на Землю, Річардс та інші виявили, що вони були мутовані через промені — кожен з них отримав особливі здібності. Зрозумівши, що вони можуть використати свої здібності на благо людства, Річардс заснував супергеройську команду Фантастична четвірка.

### Фантастична сім'я
Хоча часто його вважають холодним і відстороненим, Рід Річардс цінує сім'ю понад усе і створив Фантастичну четвірку, яка стала одним з найкращих прикладів робочої сімейної одиниці в історії коміксів.
Сью Шторм Річардс є його опорою, партнером у всіх справах і любов'ю до життя. Подружжя пережило багато важких часів протягом свого шлюбу, але вони завжди повертаються до того, що є найважливішим: своїх дітей, своїх товаришів по команді та своєї місії. Занурюючись у проєкт, Річардс іноді забуває про прості, повсякденні речі, але Сью розуміє і визнає, як працює його розум, і йде на поступки, щоб зберегти їхню сім'ю разом і міцною.
Бен Ґрімм — найстаріший і найкращий друг Річардса, хоча геній часто замислюється над своєю відповідальністю за мутацію Грімма в монстра, відомого як Істота. Вони мають дуже різні характери та походження, але, як і Сью, Ґрімм знає, як працює розум його друга й компенсує це тим, що завжди прикриває його спину. Відносини Річарда з його шурином Джонні Штормом іноді бувають напруженими через запальну вдачу Шторма, але зв'язок між ними зміцнюється завдяки їхнім зв'язкам зі Сью і дітьми Річардсів. Разом Фантастична четвірка живе і бореться як одна сім'я, більше, ніж будь-яка інша героїчна команда на планеті.
Рід Річардс безмежно любить своїх двох дітей Франкліна і Валерію, але часто відступає в трепеті й подиві перед їхніми власними здібностями. Нарівні з Фантастичною Четвіркою, він не завжди поводиться з ними як типовий батько, але вони все одно люблять і поважають його.
Повага до Містера Фантастик серед героїчної спільноти дуже велика, особливо серед тих, хто тісно співпрацював з ним. Інтелект Річардса робить його хорошим партнером для інших геніїв-винахідників, таких як Тоні Старк, Брюс Беннер і Т'Чалла.

## Сили й вміння
Змінюючись під дією космічних променів, все тіло Ріда Річардса може розтягуватися і розширюватися різними способами, а також стискатися та ущільнюватися. Він може утворювати ним різні фігури, а також ставати надтонким і надщільним, що допомагає йому використовувати кулаки, наприклад, як тарани тощо. У деяких випадках Річардс утримував вибуховий матеріал у своєму тілі, розтягуючись навколо нього, і навіть змінював свої риси обличчя, щоб замаскуватися під іншу людину. Всі ці особливості його здібностей створюють стрес для його організму. Чим більше він розтягується, тим більше це позначається на здоров'ї.
Річардс також вважається одним з найвищих інтелектів у світі, якщо не найвищим. Він обізнаний майже в усіх наукових галузях, відомих людству, а також у деяких позаземних дисциплінах. Він навчався і працював у таких галузях, як робототехніка, авіація, квантова фізика, і має тисячі патентів на свої винаходи й відкриття. Одне з його найбільших досягнень, так звані «нестабільні молекули», допомагає Фантастичній четвірці, зокрема, завдяки уніформі, яка дозволяє кожному члену команди використовувати свої спеціалізовані здібності.

## Нагороди

### Огляди
- 2022: Видання Screen Rant включило Містера Фантастика до списку «КВМ: 10 персонажів, яких найбільш за все очікують фанати побачити у мультивсесвіті саги».